# Твин Пикс
«Твин Пикс» (англ. Twin Peaks) — американский драматический телесериал, созданный режиссёром Дэвидом Линчем и сценаристом Марком Фростом. Премьера состоялась 8 апреля 1990 года в США. Действие сериала происходит в вымышленном городке Твин Пикс на северо-западе штата Вашингтон рядом с канадской границей.
Сериал впервые вышел в эфир в США на канале American Broadcasting Company и транслировался с 8 апреля 1990 года по 10 июня 1991 года. Премьера собрала у телеэкранов 8,15 миллиона зрителей. Тогда вышли 30 серий, разбитые на два сезона: первый сезон — 8 серий (пилотная серия, и затем 7 серий), и второй сезон — 22 серии. Из них Линчем были сняты шесть серий, другие серии снимали приглашённые режиссёры. Сопродюсером фильма выступила компания Аарона Спеллинга, дистрибуцией занималась компания Worldvision Enterprises.
В 1992 году был снят приквел «Твин Пикс: Сквозь огонь», который в американском прокате обернулся провалом.
В 2007 году журнал Time включил сериал в число «Лучших ТВ-шоу всех времён».
21 мая 2017 года начался показ третьего сезона из 18 серий, съёмки которого начались осенью 2015 года и завершились в апреле 2016 года. Все серии нового сезона были сняты лично Линчем.
В 2019 году журнал Rolling Stone признал «Твин Пикс» самым страшным сериалом в истории.

## Сюжет
Основная сюжетная линия сериала в первых 16 сериях (1-й сезон и половина 2-го сезона) представляет собой расследование специальным агентом ФБР Дейлом Купером и местной полицией шокирующего убийства старшеклассницы Лоры Палмер в городке Твин Пикс в штате Вашингтон.
Перед зрителями сериала открывается жизнь небольшого провинциального американского городка, населённого наивными, эксцентричными людьми, имеющими множество тайн. Особенностью второстепенных сюжетов является то, что практически все персонажи состоят в двойных, тройных и более путанных личных отношениях, при этом об изменах почти всегда знают и почти никогда не ревнуют.
История начинается с известия о находке обнажённого тела Лоры Палмер, которое было завёрнуто в полиэтилен и выброшено волнами на берег озера.
В ходе расследования перед агентом Купером, шерифом Труменом и его помощниками проходят разные жители Твин Пикс. Постепенно зритель открывает для себя тёмную и страшную сторону жизни обитателей, на первый взгляд, тихого и мирного городка.
Действие происходит в 1989 году, и каждая серия, за редким исключением, представляет собой один день в порядке хронологии событий.

## Художественные особенности

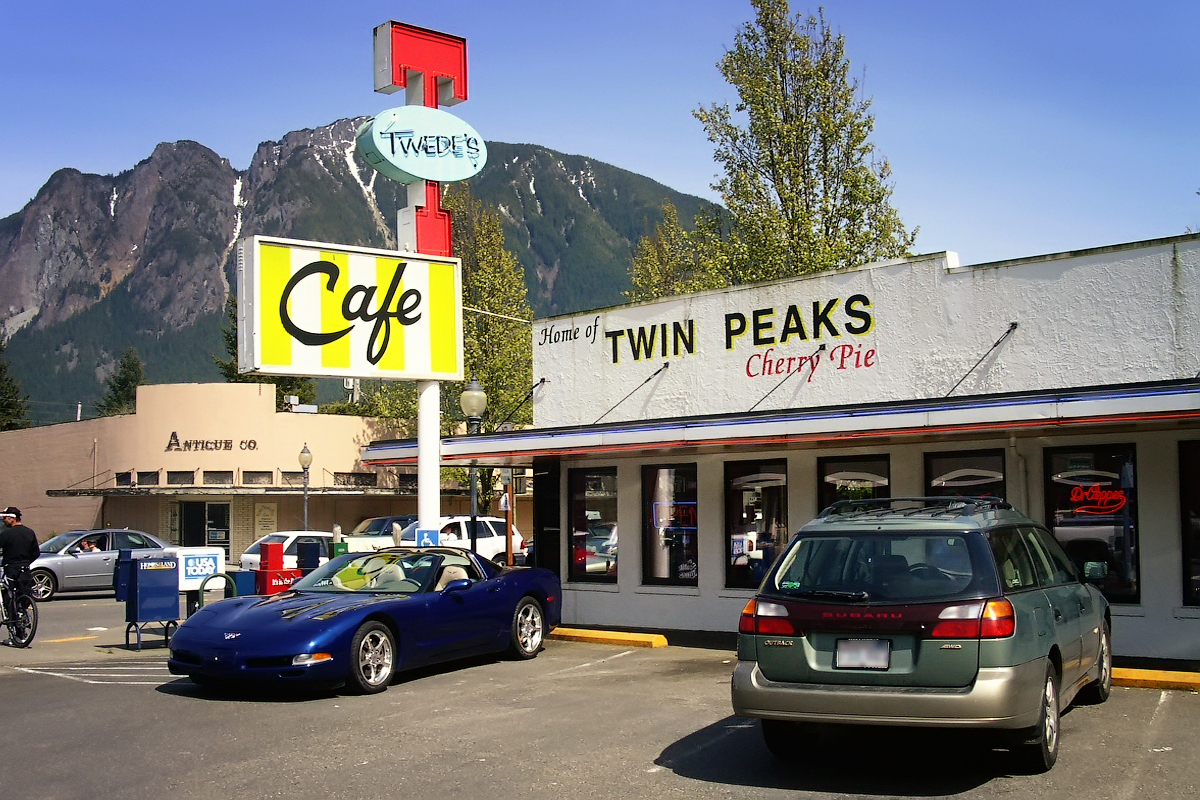
Кафе, в котором снимались многие сцены

В сериале, как и в некоторых других работах Линча, показана бездна между внешним лоском провинциальной респектабельности и скрывающейся за ней жизненной убогостью. Присутствует серьёзная моральная основа, а вся лента проникнута духом сюрреализма.
В подборе актёров телесериала сразу чувствуется «фирменный» стиль Линча, здесь, как и в других его проектах, участвует ряд его любимых актёров, среди них: Кайл Маклахлен, Джек Нэнс, Грейс Забриски и Эверетт Макгилл. Для съёмок были также приглашены несколько ветеранов сцены, долгое время не появлявшихся на экране, включая таких звёзд 1950-х как Пайпер Лори и Расс Тэмблин, а также звезда телесериала Mod Squad Пегги Липтон.
Другая отличительная особенность — это мистицизм и таинственность, которыми проникнут весь сериал. Фрост и Линч используют часто повторяющиеся загадочные мотивы — деревья, текущая вода, кофе, пончики, совы, утки, огонь — всё это имеет свой смысл, сериал полон завуалированных намёков и скрытых посылов.
Дэвид Линч включил в сериал несколько случайных сцен, действительно произошедших во время съёмок, одна из них особенно заметна в серии, в которой Купер в первый раз обследует тело Лоры. Когда снималась эта сцена, над столом постоянно мерцала неисправная лампа дневного света, но Линч решил не менять её, так как ему понравился создаваемый ею эффект замешательства.

### Места съёмок
Виды города Твин Пикс снимались в реальных городах Норт-Бенд (англ. North Bend), Сноквалми (англ. Snoqualmie) и Фолл-Сити (англ. Fall City) недалеко от Сиэтла, в предгорьях Каскадного хребта. Бутафорский приветственный знак «Добро пожаловать в Твин Пикс» устанавливали и снимали в Сноквалми.  Весной 2017 года на том же месте был установлен такой же знак.

## Содержание сериала
| Сезон | Сезон                     | Количество эпизодов       | Премьера первого эпизода | Премьера последнего эпизода | Телевизионная сеть | Дата выхода DVD | Дата выхода DVD  | Дата выхода DVD                 |
| Сезон | Сезон                     | Количество эпизодов       | Премьера первого эпизода | Премьера последнего эпизода | Телевизионная сеть | Регион 1        | Регион 2         | Регион 4                        |
| ----- | ------------------------- | ------------------------- | ------------------------ | --------------------------- | ------------------ | --------------- | ---------------- | ------------------------------- |
|       | 1                         | 8                         | 8 апреля 1990            | 23 мая 1990                 | ABC                | 18 декабря 2001 | 5 ноября 2002    | 7 февраля 2003                  |
|       | 2                         | 22                        | 30 сентября 1990         | 10 июня 1991                | ABC                | 3 апреля 2007   | 22 марта 2010    | 12 апреля 2007                  |
|       | «Твин Пикс: Сквозь огонь» | «Твин Пикс: Сквозь огонь» | 28 августа 1992          | 28 августа 1992             | 28 августа 1992    | 26 февраля 2002 | 17 сентября 2001 | 22 сентября 2005 8 февраля 2012 |
|       | 3                         | 18                        | 21 мая 2017              | 3 сентября 2017             | Showtime           | 5 декабря 2017  | 1 января 2018    | 28 марта 2018                   |

### Первый сезон
«Твин Пикс» начинался как экспериментальный проект Дэвида Линча и Марка Фроста. После написания сценария первой серии будущего сериала они начали искать спонсоров для его осуществления. В офисе телекомпании Эй-Би-Си сразу приняли проект и с авторами был заключён контракт на съёмку пилотной серии. По условиям контракта, кроме пилотной серии, авторы должны были снять её расширенную версию, к концу которой раскрывается убийство Лоры Палмер. Если «пилот» не понравится зрителям и телесериал не будет снят, права на показ расширенной пилотной серии предполагалось продать в Европе.
Весь первый сезон проходит в поисках убийцы Лоры Палмер — основной связующий мотив, держащий зрителя в постоянном напряжении, — позднее авторы признались, что это была своеобразная уловка, заставляющая аудиторию снова и снова возвращаться к сериалу. Каждая серия драмы рассказывала что-то новое о жителях небольшого и дружного американского городка, и в каждой серии раскрывались новые зловещие стороны, на первый взгляд, идеальной жизни Твин Пикса.
Первый сезон состоит из восьми серий, для телевидения того времени они стали революционными в техническом и художественном исполнении. Можно сказать, что «Твин Пикс» установил новые стандарты телевидения и стал примером изощрённой кинематографии, обычной для сегодняшних телевизионных драм. Весь первый сезон съёмки сериала прошли под контролем Линча и Фроста, они тщательно подбирали актёров для каждой новой серии, многих из них Линч знал ещё по Американскому институту кино.

### Второй сезон
Вскоре после успеха первого сезона канал ABC заказал у авторов второй сезон. Компания увеличила количество серий теледрамы до 22 и потребовала раскрыть в новом сезоне убийцу Лоры Палмер. Это требование шло вразрез с желанием Дэвида Линча, который хотел, чтобы личность убийцы навсегда осталась тайной, однако у руководства телеканала и его партнёра Марка Фроста было другое мнение: они опасались, что если убийцу не найдут в ближайшее время, то зрителям быстро надоест сериал. В конце концов они одержали верх.
Для съёмок второго сезона были приглашены новые режиссёры и сценаристы, и после съёмок нескольких серий (включая и ту, в которой раскрывается убийца) Дэвид Линч оставил работу над сериалом. За время своего отсутствия Линч закончил работу над долгожданным фильмом «Дикие сердцем».
После окончательного раскрытия личности убийцы многие фанаты телесериала были расстроены и возмущены столь отталкивающей развязкой, а сериал полностью обернулся к зрителю своей «сверхъестественной» стороной. В то же время сюжетная линия, подразумевающая роман между специальным агентом Дейлом Купером и Одри Хорн (Шерилин Фенн), была отклонена Кайлом Маклахленом. Утверждалось, что настоять на этом убедила его тогдашняя подруга Лара Флинн Бойл, исполнившая роль Донны. Так как авторам не удалось достигнуть соглашения с Маклахленом, они были вынуждены вывести на передний план телесериала некоторые второстепенные сюжетные линии, чтобы восполнить образовавшийся пробел в повествовании.

#### Падение популярности
После непопулярной концовки основного сюжета драмы и нескольких неясных сюжетных линий популярность сериала стала падать, всеобщая «пиксмания» пошла на убыль. Многие зрители считали, что чрезмерная эксцентричность второго сезона превращает сериал в пародию на самого себя, и ему далеко до увлекательности и очарования первой части. Недовольство аудитории вместе с частыми изменениями времени показа привели к огромному падению в рейтингах. 15 февраля 1991 канал ABC объявил, что сериал находится в «неопределённом положении» — состояние, которое обычно приводит к отмене показа. Одной из причин реабилитации сериала послужили высокие продажи сериала на видео.
Тем не менее, это ещё был не конец: интерес к сериалу был ещё довольно силён. Фанаты стали обращаться в офис ABC с просьбами не отменять показ сериала, они развернули целую кампанию, получившую название ГООТП («Гражданская оппозиция отмены Твин Пикса»), и добились своего: ABC согласилась снять последние 6 серий фильма.

### Третий сезон
В январе 2013 компания NBC сообщила о том, что ведутся работы по созданию продолжения для сериала. 6 октября 2014 года стало известно о планах Дэвида Линча и Марка Фроста снять продолжение из 18 серий к 2016 году. Позднее дата премьеры была перенесена на 2017 год. В мини-сериале события развернутся в настоящем времени. Ожидается, что в нём будет участвовать ряд актёров, которые снимались в первых двух сезонах оригинального сериала, в частности, Кайл Маклахлен вернётся к роли Дейла Купера. 25 апреля 2016 года был опубликован список из 217 актёров, которые примут участие в съёмках.
21 мая 2017 года на американском канале Showtime состоялась премьера третьего сезона «Твин Пикс».

## Музыка
Весь саундтрек к сериалу создал авангардно-джазовый композитор Анджело Бадаламенти, написавший музыку к многим фильмам Дэвида Линча (их сотрудничество началось с фильма «Синий бархат»). Главной музыкальной темой сериала стала песня «Falling» американской дрим-поп-исполнительницы Джули Круз, а текст к песне написал сам Дэвид Линч.

## «Твин Пикс» на DVD и Blu-ray

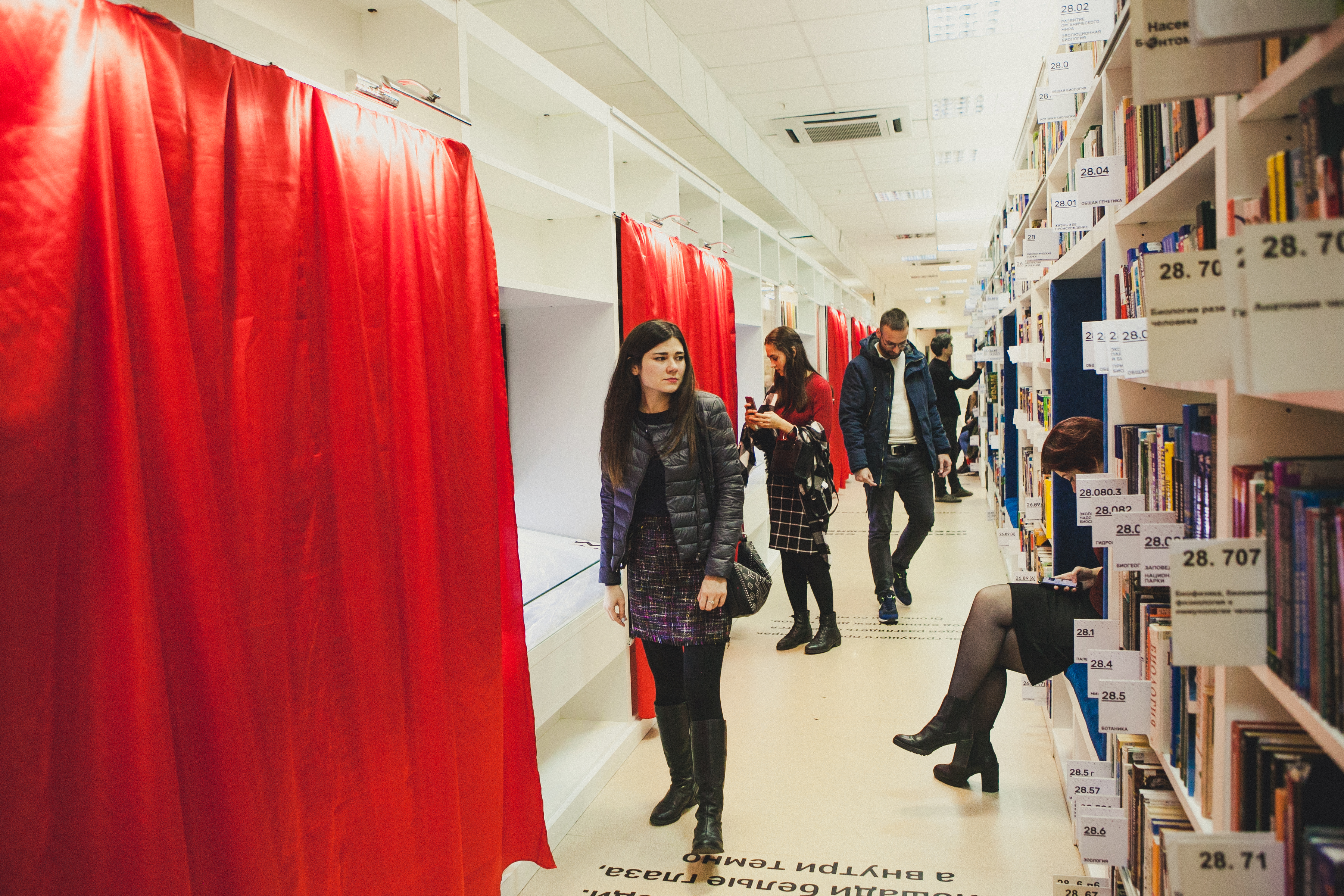
Фестиваль «ТвинПикс.txt» (Москва, 2017) Центральная универсальная библиотека им. Н. А. Некрасова

На DVD первый сезон сериала был выпущен 18 декабря 2001 года; второй сезон вышел 3 апреля 2007 года.
30 октября 2007 года вышло специальное издание, включающее два сезона, альтернативную версию пилотной серии, ряд удалённых сцен и многое другое.
На Blu-ray сериал был выпущен 29 июля 2014 года. В издание вошли оба сезона сериала, фильм «Твин Пикс: Сквозь огонь», удалённые сцены и дополнительные материалы.

## Фестивальная культура
Фестивальная культура Твин Пикс богата регионами и концепциями проведения: от музыкальных до узкокультурологических. В 2017 году прошёл первый фестиваль в Москве, посвящённый телесериалу.